# 유성유기음
유성유기음(有聲有氣音, breathy voice)은 폐쇄음을 낼 때 성대를 울리면서 거센 공기을 터트리며 내는 소리이다. 유성대기음(有聲帶氣音)이라고도 하며, 한국어 음운론에서는 주로 울림거센소리라고 한다.
국제 음성 기호로 유성유기음은 ʱ로 표기한다.

## 같이 보기
- 유기음
- 후음
- 유성 성문 반찰음
- 속삭임